# Ранко М. Билинац
Ранко М. Билинац (Фоча, 22. октобар 1951) теолог је и историчар, аутор више запажених извјештаја и репортажа из Митрополије Дабробосанске, Богословског факултета и Богословије у Фочи. Објавио пет радова у више научних часописа. Поред парохијских дужности предавао на Музичкој академији Универзитета у Источком Сарајеву (одсјек за Црквену музику и појање), гдје је у звање доцента изабран 2013. године.

## Биографија
Ранко Билинац је рођен 22. октобра 1951. године у селу Доње Жешче код Устиколине, општина Фоча. Основну школу је завршио у Устиколини, а петогодишњу бословију Светог Саве у Београду 1972. године. Рукоположен је у чин ђакона 17. марта 1973. године, а у чин презвитера 18. марта исте године у Саборном храму у Сарајеву од митрополита дабробосанског Владислава. Постављен је 30. априла 1973. године за пароха благајског и доњевуковског- Купрес. Премјештен је 22. новембра 1982. године и постављен за првог пароха фочанског.
Дипломирао на југословенском Институту за новинарство у Београду 9. маја 1987. године и обавља дужност дописника Православља за Епархију Дабробосанску.
Од 1. марта 1993. године предавао је Хришћанску вјеронауку у осмогодишњим школама у Фочи. Од 8. октобра 1993. године постављен је за старјешину светониколајевског храма и парохијске канцеларије у Фочи. Одликован достојанством протонамесника 14. октобра 1994. године. Свети Архијерејски Синод СПЦ га 24. септембра 1996. године поставља за хонорарног наставника у Богословији Света Три Јерарха у Србињу (Фоча) и обавља дужност васпитача. Митрополит дабробосанки Николај, 12. марта 1997. године поставља га за архијерејског намјесника србињског, а са 28. мартом поставља га за инспектора Хришћанске вјеронауке у школама архијерејског намјесништва србињског. Чином протојереја одликован 15. јуна 1997. године.
Дипломирао на Духовној академији Светог Василија Острошког у Србињу (Фоча) 25. децембра 2000. године. САС-и га 31. јануара 2001. године поставља за суплента Богословије Светог Петра Дабробосанког у Србињу (Фоча).
Школске 2000/01. године почео предавати на Музичкој академији Универзитета у Источном Сарајеву на одсјеку за Црквену музику и појање. Предавао Црквено појање с правилом, а школске 2007/08. године предаје и Свето Писмо Старог и Новог Завјета. Магистрирао 26. јуна 2006. године на Богословском факултету Светог Василија Острошког у Фочи из Светог Писма Новог Завјета на тему „Свето Писмо у Служебнику”.
Митрополит Дабробосански Николај одликовао га 30. септембра 2006. године правом ношења напрсног крста. По потреби службе премјештен 1. јануара 2008. године за пароха которачког - Источно Сарајево и поред парохијских дужности предаје на Музичкој академији Општу и националну Историју хришћанства, Црквенословенски језик и Црквено појање с правилом.
Докторирао 4. маја 2012. године на Филозофском факултету Универзитета у Источном Сарајеву (одсјек за историју) на тему „Митрополит Петар Зимоњић (1866-1941)”. У звање доцента изабран на Музичкој академији Универзитета у Источном Сарајеву 2013. године и стално је запослен на Музичкој академији у Источном Сарајеву на одсјеку за Црквену музику и појање. Предаје Општу и националну историју хришћанства, Црквенословенски језик и Црквено појање с правилом.
Написао је више запажених извјештаја и репортажа из Митрополије Дабробосанске, Богословског факултета и Богословије у Фочи. Поред извјештаја и репортажа објавио је и: Извјештај о страдању Срба у грађанском рату 1991—1995. године у општини Фоча, Српска православна црква у Фочи, Свето Писмо у Служебнику, Предавања из Светог Писма Старог Завјета за студенте Музичке академије Универзитета у Источном Сарајеву-одсјек за Црквену музику и појање, Историја хришћанске цркве- Општа и национална, Митрополит Свети Петар Зимоњић (1866-1941). Одржао је и више предавања и написао и објавио пет радова у више научних часописа, и то: „Значај храма у Сопотници код Горажда за Православне Србе и Српску православну цркву”, „Харитативни рад митрополита Петра Зимоњића”, „Архијереји сахрањени у старом гробљу у Сарајеву”, „Српско православно црквено пјевачко друштво ’Милутиновић’ Високо” и „Страдање свештеника митрополије Дабробосанске у Другом свјетском рату”.